# Konungsunds socken
Konungsunds socken i Östergötland ingick i Björkekinds härad, ingår sedan 1974 i Norrköpings kommun och motsvarar från 2016 Konungsunds distrikt.
Socknens areal är 18,96 kvadratkilometer, varav 18,59 land. År 2000 fanns här 226 invånare. Kyrkbyn Konungsund med sockenkyrkan Konungsunds kyrka ligger i socknen. 

## Administrativ historik
Konungsunds socken bildades omkring 1220.
1 maj 1885 avskildes sockendelen norr om Bråviken, Kolmårdsroten, och lades till Krokeks socken.
Vid kommunreformen 1862 övergick socknens ansvar för de kyrkliga frågorna till Konungsunds församling och för de borgerliga frågorna till Konungsunds landskommun. Landskommunen inkorporerades 1952 i Västra Vikbolandets landskommun som uppgick 1967 i Vikbolandets landskommun och ingår sedan 1974 i Norrköpings kommun. Församlingen uppgick  2008 i Västra Vikbolandets församling.
1 januari 2016 inrättades distriktet Konungsund, med samma omfattning som församlingen hade 1999/2000.  
Socknen har tillhört samma fögderier och domsagor som Björkekinds härad. De indelta soldaterna tillhörde   Andra livgrenadjärregementet, Liv-kompaniet. De indelta båtsmännen tillhörde Östergötlands båtsmanskompani.

## Geografi
Konungsunds socken ligger kring Vadsbäckens utlopp i Svinsundsfjärden, Bråvikens sydligaste del. Socknen är en uppodlad slättland med mindre skogklädda höjder.

## Fornlämningar

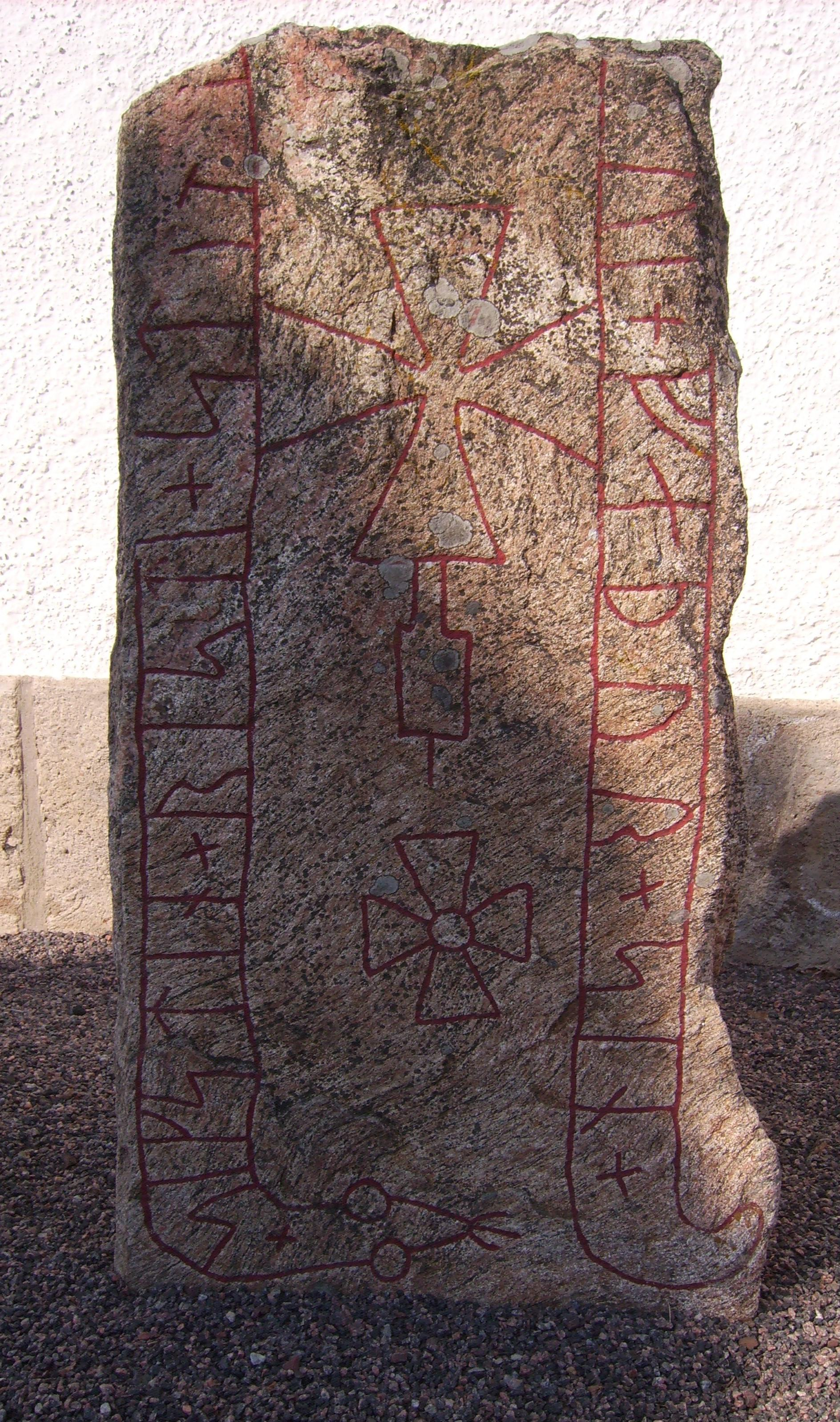
Östergötlands runinskrifter 13 vid kyrkan

Kända från socknen är gravrösen och skärvstenhögar från bronsåldern samt 12 gravfält och en fornborg från järnåldern. Tre runristningar är kända, varav två vid kyrkan.

## Namnet
Namnet (1362 Kununxsunda) kommer från kyrkbyn. Förleden Konung anger sannolikt att kronan ägt mark i byn. Efterleden sund syftar troligen ett nu upptorkad vattenförträngning, men kan också avsett ett kärrsund.

### Fotnoter
1. 1 2  Svensk Uppslagsbok andra upplagan 1947–1955: Konungsund socken
2. 1 2  Harlén, Hans; Harlén Eivy (2003). Sverige från A till Ö: geografisk-historisk uppslagsbok. Stockholm: Kommentus. Libris 9337075. ISBN 91-7345-139-8
3. ↑  ”Församlingar”. Statistiska centralbyrån. https://www.scb.se/hitta-statistik/regional-statistik-och-kartor/regionala-indelningar/forsamlingar/. Läst 30 december 2022.
4. ↑  Administrativ historik för Konungsund socken (Klicka på församlingsposten). Källa: Nationella arkivdatabasen, Riksarkivet.
5. ↑  Om Östergötlands båtsmanskompani
6. ↑  ”Karta över västra Björkekinds härad från 1868”. Arkiverad från originalet den 13 april 2018. https://web.archive.org/web/20180413105804/https://kartavdelningen.sub.su.se/images/Ek/E/E-OstkindBjorkekind-v/openlayers.html. Läst 13 april 2018.
7. 1 2  Sjögren, Otto (1931). Sverige geografisk beskrivning del 2 Östergötlands, Jönköpings, Kronobergs, Kalmar och Gotlands län. Stockholm: Wahlström & Widstrand. Libris 9939
8. 1 2  Nationalencyklopedin
9. ↑  Fornlämningar, Statens historiska museum: Konungsunds socken
10. ↑  Fornminnesregistret, Riksantikvarieämbetet: Konungsunds socken Fornminnen i socknen erhålls på kartan genom att skriva in sockennamn (utan "socken") i "Ange geografiskt område"
11. ↑  Mats Wahlberg, red (2003). Svenskt ortnamnslexikon. Uppsala: Institutet för språk och folkminnen. Libris 8998039. ISBN 91-7229-020-X. https://isof.diva-portal.org/smash/get/diva2:1175717/FULLTEXT02.pdf